# Molvány
Molvány is een plaats (község) en gemeente in het Hongaarse comitaat Baranya. Molvány telt 231 inwoners (2001).